# 干物女
干物女（ひものおんな）とは恋愛を放棄している、様々な事を面倒臭がり適当に済ませてしまう女性のこと。

## 概要

### 原義
干物女という単語は元々2004年より『Kiss』に連載の漫画『ホタルノヒカリ』（ひうらさとる）の主人公・雨宮蛍の生活ぶりを指す作中の用語として登場した。蛍がそう名付けられた生活ぶりとは、平日は毎日会社から帰ると漫画を読んで一人手酌で酒を飲み、休日は布団の中でうだうだ過ごすのが幸せという、だらけて恋愛から遠ざかっている様子のことである。
漫画では魚のようにぴちぴちと恋愛に励んでいた時期が遠ざかり、「干物のように枯れ果て」「干物を噛みしめるように魚であった頃の思い出を反芻するだけ」という状態であることが由来になっている。魚であった時期、つまりは「以前には恋愛経験がある」ことが前提となっており、恋愛経験の無い喪女とは異なる存在である。蛍は恋愛を全く放棄したというわけでもなく、単に面倒臭がって遠ざかっていただけである。
漫画連載前の2003年には「負け組」と「勝ち組」を極端に分ける風潮が盛んとなっていた。

### 発展
2007年には「ユーキャン新語・流行語大賞」の候補語60語にノミネートされたが、同年12月3日に行われた本選ではベスト10入りを逃した。
干物女という単語は広まるにつれて定義が曖昧になり、恋愛以外が充実していても面倒くさがりで恋愛を放棄した若い女性であれば干物系女子と呼ばれるようになり、さとり世代に干物系女子が多いという言説も登場した。

## 定義・特徴
ひうらさとるは、干物女は「恋愛は面倒臭いからしない」という考えを持っていると語っている。基本的には10代後半〜30代の面倒臭がり、恋愛を放棄する女性を指す。特徴は
- メールの返事が極端に遅い、短い
- 簡単な食事なら台所で立って食べる
- 忘れ物を靴を履いたまま、膝立ちで部屋に上がり取りに行く
- 休日はノーメイクでノーブラ
- 半年ほど美容室に行っていない
- 冬場は毛の処理を怠る、又はしない
- 1人で居酒屋に入れる
- 最近ドキドキしていない

などが挙げられる。　　

## 関連作品
- ひうらさとる『ホタルノヒカリ』（講談社）
- サンカクヘッド『干物妹!うまるちゃん』（集英社）‐ 但し、主人公の土間うまるの恋愛描写は作中にほぼ無い。
- あいだ夏波『スイッチガール!!』（集英社）
- CIRCUS『D.C.II 〜ダ・カーポII〜』 - 朝倉由夢が該当
- あきやまえんま『のあ先輩はともだち。』(集英社)